# Pachydactylus purcelli
Espèce
Synonymes
- Pachydactylus serval purcelli Boulenger, 1910
- Pachydactylus pardus Sternfeld, 1911

Pachydactylus purcelli est une espèce de geckos de la famille des Gekkonidae.

## Répartition
Cette espèce se rencontre en Afrique du Sud et en Namibie.

## Description
Ce gecko est insectivore.

## Étymologie
Cette espèce est nommée en l'honneur de William Frederick Purcell.

## Publication originale
- Boulenger, 1910 : A revised list of the South African reptiles and batrachians, with synoptic tables, special reference to the specimens in the South African Museum, and descriptions of new species. Annals of the South African Museum, vol. 5, p. 455-538 (texte intégral).